# 6-й понтонно-мостовой полк
6-й понтонно-мостовой Краснознамённый полк — воинская часть Вооружённых Сил СССР во время Великой Отечественной войны.

## История
На 22 июня 1941 года базируется в районе Выборга.
Формально в составе действующей армии не находился, поскольку 2 июля 1941 года на базе полка были сформированы 40-й отдельный понтонно-мостовой батальон и 41-й отдельный моторизованный понтонно-мостовой батальон, каждый из которых в действующей армии находился с 24 июня 1941 года. Другими словами, за батальонами зачтено время, когда они действовали ещё в составе полка, не являясь отдельными частями.
Необходимо иметь в виду, что во время войны в боевых действиях принимал участие также 6-й отдельный моторизованный понтонно-мостовой полк

### Подчинение
| Дата       | Фронт (округ)               | Армия | Корпус | Дивизия | Бригада | Примечания |
| ---------- | --------------------------- | ----- | ------ | ------- | ------- | ---------- |
| 22.06.1941 | Ленинградский военный округ | -     | -      | -       | -       | -          |
| 01.07.1941 | Северный фронт              | -     | -      | -       | -       | -          |

## Награды и наименования
| Награда                | Дата | За что получена |
| ---------------------- | ---- | --- |
| Орден Красного Знамени | 1940 | за образцовое выполнение боевых заданий командования на фронте борьбы с финской белогвардейщиной и проявленные при этом доблесть и мужество. |